# محركات البحث العمودية
محرك البحث العمودي يختلف عن محرك البحث، من حيث كونه يركز على جزء محدد من المحتوى المتاح عبر الإنترنت. وغالبا ما يسمى أيضا محرك البحث التخصصي أو محرك البحث الموضوعي. قد يكون مجال التركيز العمودي مبني على موضوع، أو نوع وسائط، أو نوع المحتوى. من المجالات العمودية الشائعة في البحث: التسوق، صناعة السيارات، المعلومات القانونية، المعلومات الطبية، الأدب الأكاديمي، البحث عن وظائف. ومن الأمثلة على محركات البحث العمودية: مكتبة الكونغرس، يلب، شودن 
وعلى عكس محركات البحث العامة، التي تحاول فهرسة أجزاء كبيرة من شبكة الإنترنت باستخدام زواحف ويب تقليدية، تستخدم محركات البحث العمودية عادة عناكب مركزة (Focused Crawlers)، والتي تحاول فهرسة الصفحات ذات الصلة بموضوع محدد أو مجموعة مواضيع معينة. بعض المواقع العمودية تركز على مجال واحد فقط، بينما توفر مواقع أخرى إمكانية البحث ضمن عدة مجالات عمودية باستخدام محرك بحث موحد.